# Odontopera xera
Odontopera xera là một loài bướm đêm trong họ Geometridae.